# Sol Acín
Sol Acín Monrás (Huesca, 23 de julio de 1925-12 de marzo de 1998) fue una poeta, traductora y profesora de francés española.

## Biografía
Segunda hija del pintor, humanista y pedagogo Ramón Acín Aquilué y de la pianista Concha Monrás, y hermana de la pintora y grabadora Katia Acín. Acín nació y vivió durante sus primeros años en casa Ena, un antiguo caserón de Huesca situado en la calle de las Cortes, pasando los veranos en su residencia familiar en la Pobla de Montornés.
Tras ser fusilados sus padres por los sublevados durante los primeros días de la Guerra Civil Española, fue acogida junto a su hermana mayor por sus tíos, trasladándose a Jaca hasta el final de la contienda. Al regresar a Huesca estudió bachillerato en el Instituto Ramón y Cajal, y luego cursó Filosofía y Letras en Madrid, alojándose en la Residencia de Señoritas de la calle Fortuny, colegio fundado por María de Maeztu que en tiempos de la República estuvo en línea con los planteamientos de la Institución Libre de Enseñanza. En aquella residencia conoció a Emilia Moliner, sobrina de la lingüista María Moliner. En 1952 se licenció en lenguas románicas. Se inició en la poesía de Walt Whitman y en la expresión de su propia necesidad de escribir, como algo que Sol recordaba de su infancia. En esta época surgió su gran amistad con la historiadora de arte María Kusche, con la que Sol mantuvo durante años una relación epistolar. Esta colección manuscrita ya reveló su indudable calidad literaria desde su juventud y constituyen un valioso retrato del panorama universitario de posguerra.
Residió en París y en Munich, y a mitad de los años cincuenta se unió al músico alemán Klaus Lindemann. De esa relación nacieron sus hijos Sergio y Ana. Vivió en Colonia y, finalizada ya su relación con Klaus Lindemann, volvió definitivamente a España en 1968, ejerciendo como profesora de francés en un Instituto de San Sebastián y, posteriormente, en el Instituto Ramón y Cajal de Huesca. En 1972 pasó a ser profesora titular de esa misma materia en la Universidad Laboral de Zaragoza, donde se jubiló a principios de los años noventa. 
Aunque tradujo varios libros, su única publicación creativa en solitario se remonta a 1979, titulada En ese cielo oscuro, donde recogió casi treinta años de poemas, escritos desde sus años universitarios hasta finales de los años sesenta. Este poemario vio la luz gracias a la labor de Rosa Sender, Ana María Moix y Luis Carandell. En 2009 lo reeditó la Fundación Acín y el Gobierno de Aragón, y en 2014, Prensas Universitarias de Zaragoza lo recuperó en una nueva versión que incluía la correspondencia mantenida con Miguel Labordeta.
Aparte del libro de 1979 y de algunos manuscritos, solo se conocieron durante mucho tiempo –y por parte de muy pocos- los cuatro poemas que la revista de Huesca Argensola le publicó en su número 12, correspondiente al cuarto trimestre de 1952. Pero existió una olvidada publicación barcelonesa anterior a esta fecha, la Colección Verde Viento, subtitulada Antología viva de poesía y pensamiento, en forma de plaquette, que, en su primer número de 1948 recogió algunos poemas de Acín. En dicha publicación aparecieron cuatro textos de Sol Acín: “Pan”, "Canción", "Poema" y "Creación total".
Tras su fallecimiento, surgieron más poemas y textos de Acín –escritos alrededor de 1950- que conservó su amiga María Kusche y que muestran que su trayectoria poética fue todavía más amplia de lo que se le conoció. Por todo ello la Fundación Acín publicó un volumen recogiendo una reedición de su libro, junto con los poemas y cartas que envió a María Kusche y las cartas que dirigió a Miguel Labordeta, sumando poemas que se conservaron en su casa familiar de La Pobla de Montornés.
La tumba de Sol Acín se encuentra en el cementerio de Huesca, donde también descansan los restos de sus padres, Ramón Acín y Concha Monrás, de su hermana Katia y del marido de ésta, Federico García Bragado. El relieve escultórico que se encuentra sobre la tumba es una pieza de Ramón Acín que originalmente formaba parte de un proyecto para el Osario de Huesca, pero que finalmente fue adaptado para este uso. 
Aportaciones que profundizan en su poesía y su persona:
- Texto escrito por el editor Víctor Pozanco[8] para la contraportada del poemario En ese cielo oscuro, editado en 1979.[9][10]
- El canto libre de Sol Acín, de Antón Castro, Siete de Aragón nº 184, 16-III-1998. Texto que constituye el prólogo de la nueva edición del poemario de Sol publicado por la Fundación Acín.[11][12][13]
- La poesía luminosa y feroz de Sol Acín, por Mercè Ibarz. Publicado en la revista Trébede, nº 75-76, mayo-junio de 2003, posteriormente incluida en la revista Narrativas en abril-junio de 2007.[14]
- Cinco escritoras aragonesas del siglo XX, por Javier Barreiro para la revista Criaturas Saturnianas nº 3, segundo semestre de 2005, pp. 91-105.[15]
- Estudio de Isabel Rosado Sánchez escrito en 2007.[16]
- Texto de Ana María Moix sobre la reedición del poemario y sobre la poesía de Sol, 2009.[17]
- Otro poema olvidado de Sol Acín, por Javier Barreiro en Diario del Alto Aragón, 10-VIII-2011.[6]

## Obra
1979. En ese cielo oscuro. Ámbito literario. ISBN: 978-84-8380-172-7.
2014. Hora temprana. Poemas y cartas. Trabajo, estudio y selección de Ismael Grasa. PRENSAS UNIVERSITARIAS DE ZARAGOZA / Colección Larumbe. Textos Aragoneses, con la colaboración de FRKA. ISBN:978-84-15770-47-3.

## Reconocimientos
Desde 2022, la Escuela Oficial de Idiomas de Huesca lleva su nombre.